# Alcoutim (freguesia)
Alcoutim is een plaats (freguesia) in de Portugese gemeente Alcoutim en telt 1 099 inwoners (2001). Het dorpje ligt aan de rivier Guadiana, de grens met Spanje. Aan de overkant ligt het Spaanse dorp Sanlúcar de Guadiana.

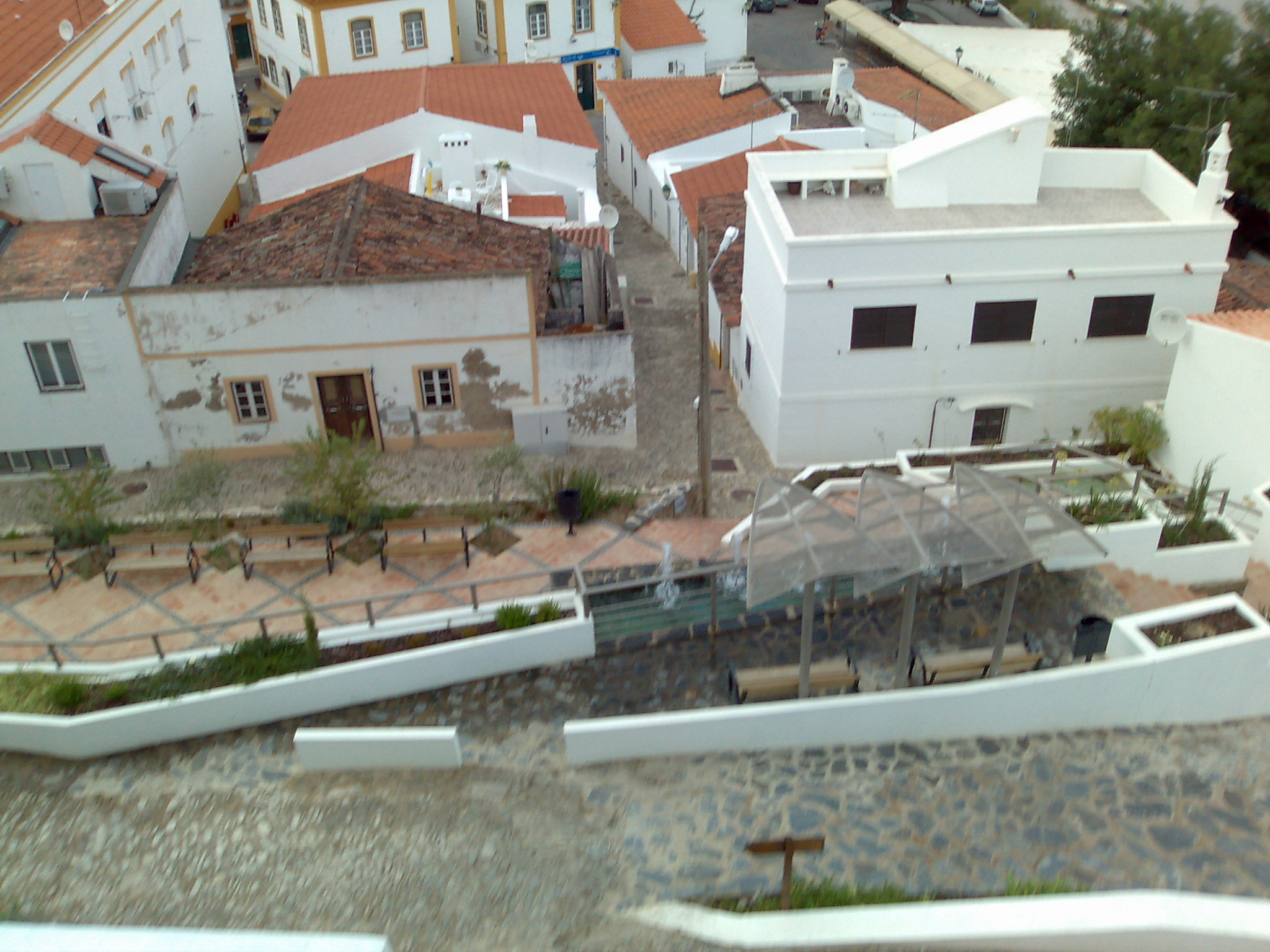
Dorpje gezien vanaf het kasteel